# Julijana Beli-Genc
Julijana Beli-Genc (serbisch-kyrillisch Јулијана Бели-Генц; ungarische Namensversion: Julijana Beli-Göncz; * 18. Dezember 1952 in Novi Sad) ist eine serbische Germanistin.
Sie studierte deutsche Sprache und Literatur an den Universitäten Novi Sad und Belgrad, 1994 promovierte sie in Novi Sad mit der Dissertation Recepcija Lesingovih drama u srpskoj književnosti XIX veka (Die Rezeption von Lessings Dramen in der serbischen Literatur des 19. Jahrhunderts). Seit 2006 ist sie ordentliche Professorin an der Abteilung für Germanistik der Philosophischen Fakultät der Universität Novi Sad.

## Werke
- Lesingove drame u srpskoj književnosti 18. i 19. veka (Lessings Dramen in der serbischen Literatur des 18. und 19. Jahrhunderts), 2001
- Deutsche Literatur der Aufklärungszeit. Texte mit Kommentaren, 2003 (ISBN 86-84367-06-5)
- mit Helena Boškov: Literatur in den deutschsprachigen Zeitungen der Vojvodina. Ein Überblick. In: Mira Miladinović-Zalaznik (Hrsg.): Benachrichtigen und vermitteln. Deutschsprachige Presse und Literatur in Ostmittel- und Südosteuropa im 19. und 20. Jahrhundert, 2007 (ISBN 978-3-9809851-3-X), S. 137–145.
- mit Milica Pasula: Der universitäre Literaturkanon in Serbien, in: Julijana Beli-Genc u. a. (Hrsg.): Treffpunkte. Literatur, Sprache und Didaktik im deutsch-serbischen Dialog, 2013, ISBN 978-3-8340-1218-0, S. 44–75